# Ljuboml
Ljuboml (ukrainisch und russisch Лю́бомль; polnisch Luboml; jiddisch ליבעוונע Libiwne) ist eine ukrainische Stadt mit etwas mehr als 10.000 Einwohnern.
Sie liegt in der Oblast Wolyn, nahe dem polnisch-ukrainischen Grenzübergang Jahodyn beim Dorf Starowojtowe. Die nächstgrößeren Städte sind Kowel, Wolodymyr und Nowowolynsk.

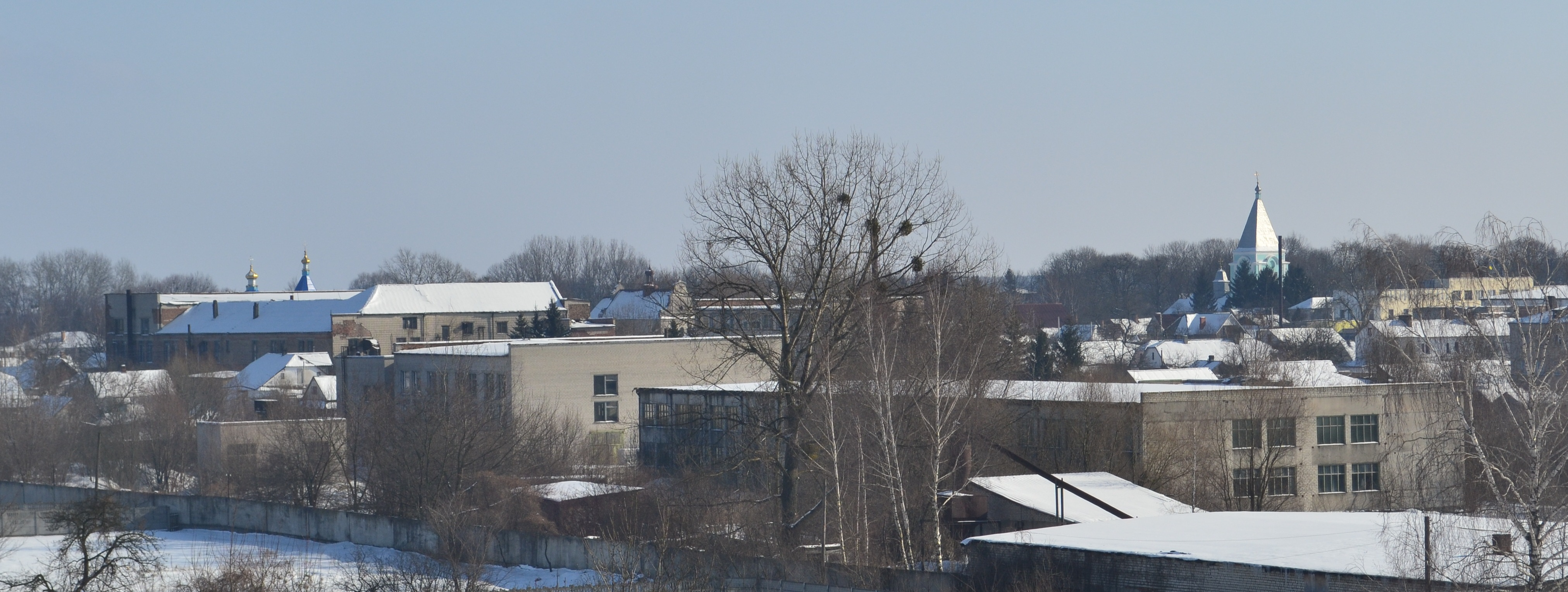
Panoramablick auf den Ort

## Geschichte
Die Ortschaft wurde 1287 zum ersten Mal schriftlich erwähnt, erhielt 1541 das Magdeburger Stadtrecht und lag bis zur Dritten Polnischen Teilung 1795 in der Woiwodschaft Ruthenien / Chełmer Land in der Polnischen Adelsrepublik. Danach kam sie zum Russischen Reich, nach dem Ersten Weltkrieg kurzzeitig zur Westukrainischen Volksrepublik und 1921 zu Polen. Infolge des Hitler-Stalin-Pakts besetzte die Sowjetunion im Herbst 1939 das Gebiet. Nach dem deutschen Überfall auf die Sowjetunion im Juni 1941 kam die Stadt unter deutsche Herrschaft und gehörte zum Generalgouvernement. 1944 wurde sie durch die Rote Armee zurückerobert und in die Ukrainische SSR der Sowjetunion eingegliedert. Seit deren Zerfall 1991 ist Ljuboml Teil der unabhängigen Ukraine.

## Jüdisches Leben in Ljuboml
Die jüdische Gemeinschaft in Ljuboml bestand schon im 14. Jahrhundert und war eine der ältesten im polnisch-litauischen Reich. Bereits 1510 (oder 1521) wurde die große, eindrucksvolle Wehrsynagoge erbaut.
1847 lebten 2130 Juden in der Stadt, 50 Jahre später 3300; dies waren 72 % der Einwohner. Im Ersten Weltkrieg nahm die Gesamtbevölkerung ab, der Anteil der Juden wuchs aber auf 91 % im Jahr 1931.
Da einige jüdische Bewohner im Herbst 1939 ein Willkommensschild für die einrückende Rote Armee errichtet hatten, richtete die abziehende polnische Division einige Bürger hin.
Unter der Sowjetherrschaft wurden die Juden nicht verfolgt, jedoch waren alle unabhängigen Organisationen und Aktivitäten verboten und es wurde keine Rücksicht auf jüdische Bräuche und Gewohnheiten genommen.
Nach dem Überfall auf die Sowjetunion gelangte Ljuboml unter deutsche Herrschaft. Die Juden wurden in ein Ghetto auf engstem Raum zusammengepfercht und gezwungen, die alten Thorarollen und Bücher aus der Synagoge zu holen und zu verbrennen. Am 1. Oktober 1942 wurden die Juden in einer Massenaktion in einem nahegelegenen Wald erschossen.
Von den Juden Ljubomls überlebten nur 51 den Holocaust. Die Synagoge wurde während der deutschen Besatzung zwar beschädigt, blieb aber erhalten und wurde, kurz nach dem Krieg, von den sowjetischen Behörden vollständig abgetragen.

## Verwaltungsgliederung
Am 4. August 2017 wurde die Stadt zum Zentrum der neugegründeten Stadtgemeinde Ljuboml (ukrainisch Любомльська міська громада Ljubomlska miska Hromada). Zu dieser zählen noch die 14 in der untenstehenden Tabelle aufgelistetenen Dörfer. Zuvor bildete die Stadt die gleichnamige Stadtratsgemeinde Ljuboml (Любомльська міська рада/Ljubomlska miska rada) im Zentrum des Rajons Ljuboml.
Am 17. Juli 2020 wurde der Ort Teil des Rajons Kowel.
Folgende Orte sind neben dem Hauptort Ljuboml Teil der Gemeinde:
| Name                     | Name                   | Name                                            | Name                | Name |
| ukrainisch transkribiert | ukrainisch             | russisch                                        | polnisch            |      |
| ------------------------ | ---------------------- | ----------------------------------------------- | ------------------- | ---- |
| Birky                    | Бірки                  | Борки (Borki)                                   | Borki               |      |
| Boremschtschyna          | Боремщина              | Боремщина (Boremschtschina)                     | Boremszczyzna       |      |
| Horodnje                 | Городнє                | Городнее (Gorodneje)                            | Horodno             |      |
| Krasnowolja              | Красноволя             | Красноволя                                      | Krasnowola          |      |
| Kusnyschtscha            | Куснища                | Куснища (Kusnischtscha)                         | Kuśniszcze          |      |
| Lysnjaky                 | Лисняки                | Лысняки (Lysnjaki)                              | Leśniaki            |      |
| Pidhorodne               | Підгородне             | Подгородное (Podgorodnoje)                      | Podhorodno          |      |
| Potschapy                | Почапи                 | Почапы                                          | Poczapy             |      |
| Sapillja                 | Запілля                | Заполье (Sapolje)                               | Zapole              |      |
| Sastawje                 | Застав'є               | Заставье                                        | Zastawie            |      |
| Skyby                    | Скиби                  | Скибы (Skiby)                                   | Skiby               |      |
| Tschornoplessy           | Чорноплеси             | Черноплесы (Tschernoplessy)                     | Czarnoplesy         |      |
| Wilka-Pidhorodnenska     | Вілька-Підгородненська | Вилька-Подгородненская (Wilka-Podgorodnenskaja) | Wólka Podhorodeńska |      |
| Wyhnanka                 | Вигнанка               | Выгнанка (Wygnanka)                             | Wygnanka            |      |

## Persönlichkeiten
- Natalija Uschwij (1898–1986), ukrainisch-sowjetische Film- und Theaterschauspielerin
- Sonia Orbuch (1925–2018), polnisch-jüdisch-amerikanische Holocaust-Pädagogin

## Wappen
Beschreibung: In Gold zwei pfahlgestellte silberne bewehrte gegengekehrte graue rotgezungte Wisente.

## Trivia
Im Jahr 1918 gab der Magistrat von Ljuboml eine Briefmarkenserie mit Ansichten der Stadt heraus. Die Beschriftung war in den 4 Sprachen polnisch, ukrainisch, deutsch und hebräisch. Es war das erste Mal, dass hebräische Buchstaben auf Briefmarken erschienen.